# شيريل شيبرد
شيريل شيبرد (بالإنجليزية: Cheryl Shepard)‏ هي ممثلة أمريكية، ولدت في 5 فبراير 1966 في نيويورك في الولايات المتحدة.

## سيرة شخصية
انتقلت عائلة شيبرد إلى سويسرا عندما كانت في الرابعة من عمرها ، حيث نشأت في بازل وبرن وزيورخ . التحقت بمدرسة الدراما في زيورخ وتخرجت عام 1986. اكتسبت خبرة في المسرح في مسرح الدولة شتوتغارت والمسرح الوطني مانهايم . في عام 1990 انتقلت إلى منطقة بحيرة كونستانس حيث اتجهت أكثر نحو السينما والتلفزيون. انتقلت إلى لايبزيغ عام 2007.

## مشوارها وظيفي
في عام 1997 لعبت دورها الرئيسي الأول حيث ظهرت في 80 حلقة في مسلسل تلفزيوني منخلف القضبان - حظيرة المرأة حيث لعبت بدور سوزان تيوبنر. من عام 2003 إلى عام 2015 لعبت دور جراح التجميل وطبيبة المسالك البولية الدكتورة إيلينا إيشهورن في مسلسل ألير فريوندشافت  بعد ذلك كافحت للعثور على أدوار جديدة وقدمت طلبًا للإفلاس. في 2015 افتتحت مقهى شيريل في لايبزيغ ،  لكنها كانت قد أغلقت العمل بالفعل بحلول أبريل 2016. بين مايو 2016 وأبريل 2017 ، لعبت دورًا رائدًا في الموسم الثالث عشر من الورود الحمراء. شيريل تدعم الأسباب الداعية للوعي الثقافي وهي عضو نشط في جمعية يدا بيد الدولية 

## حياة شخصية
تزوجت شيبرد من الممثل الألماني نيكولاس أوكونكو منذ عام 2006. لديهم ابن بيولوجي وطفلين بالتبني. لديها أيضا ابنتان بالغات من زواجها الأول.

## وصلات خارجية
- شيريل شيبرد على موقع IMDb (الإنجليزية)
- شيريل شيبرد على موقع قاعدة بيانات الفيلم (الإنجليزية)